# مقاطعة كالاواو (هاواي)
مقاطعة كالاواو هي مقاطعة في هاواي، بلغ عدد سكانها 90  نسمة، في 2010، تبلغ مساحتها 136 كيلومتر مربع.

## الموقع
تشترك في الحدود مع:
- مقاطعة ماوي (هاواي).